# Лошен, Симон
Симон Лошен (нем. Simon Loschen; 30 октября 1818, Бремен — 8 декабря 1902, Бремен) — немецкий архитектор периода историзма. Работал на севере Германии в стиле «кирпичной готики».

## Биография
Лошен несколько лет проработал в Бремене помощником директора по строительству Александра Шредера. Он был ярким представителем неоготического архитектурного стиля и родственных ему мотивов средневековой кирпичной готики в Бремене и Бремерхафене.
Главной работой архитектора стала Мемориальная церковь бургомистра Шмидта в Бремерхафене (Bürgermeister-Smidt-Gedächtniskirche, 1853—1855), одна из достопримечательностей города. Лошен также построил Большой маяк (1853—1855) в Новой гавани, называемый башней Симона Лошена, водонапорную башню Швунше на Хафенштрассе (1853) и Церковь Мира (1869—1870) на Гумбольдтштрассе в восточной части Бремена.
Симон Лошен добился того, что трём восточным окнам Бременской ратуши снова вернули стрельчатые арки. В 1861 году он переоборудовал хор бывшей церкви Иакова в ресторан Jacobihalle, а в 1862 году спроектировал неоготический интерьер для Gewerbehaus Bremen. Оба объекта были уничтожены во время Второй мировой войны.

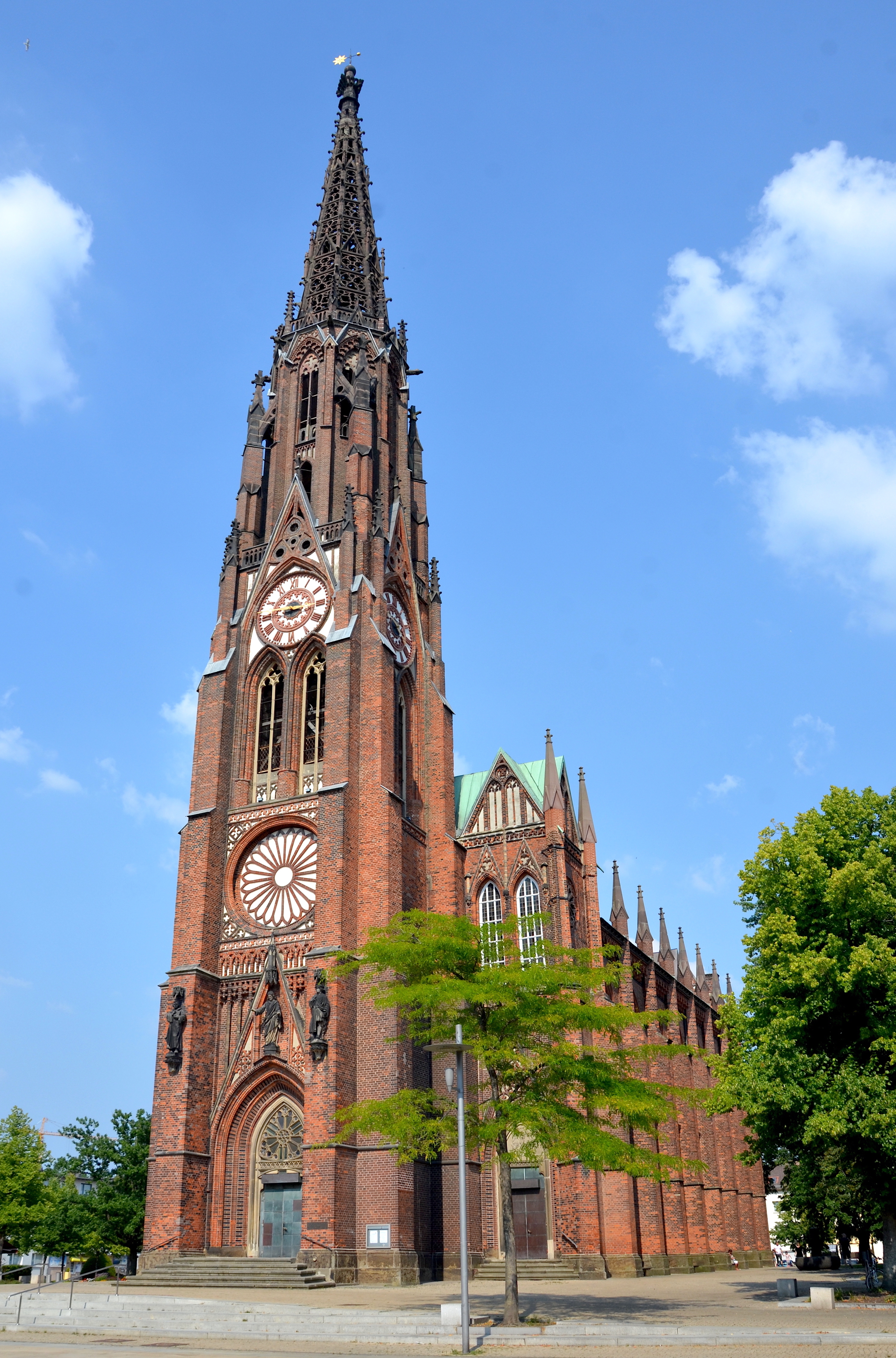
Мемориальная церковь бургомистра Шмидта. 1853–1855. Бремерхафен
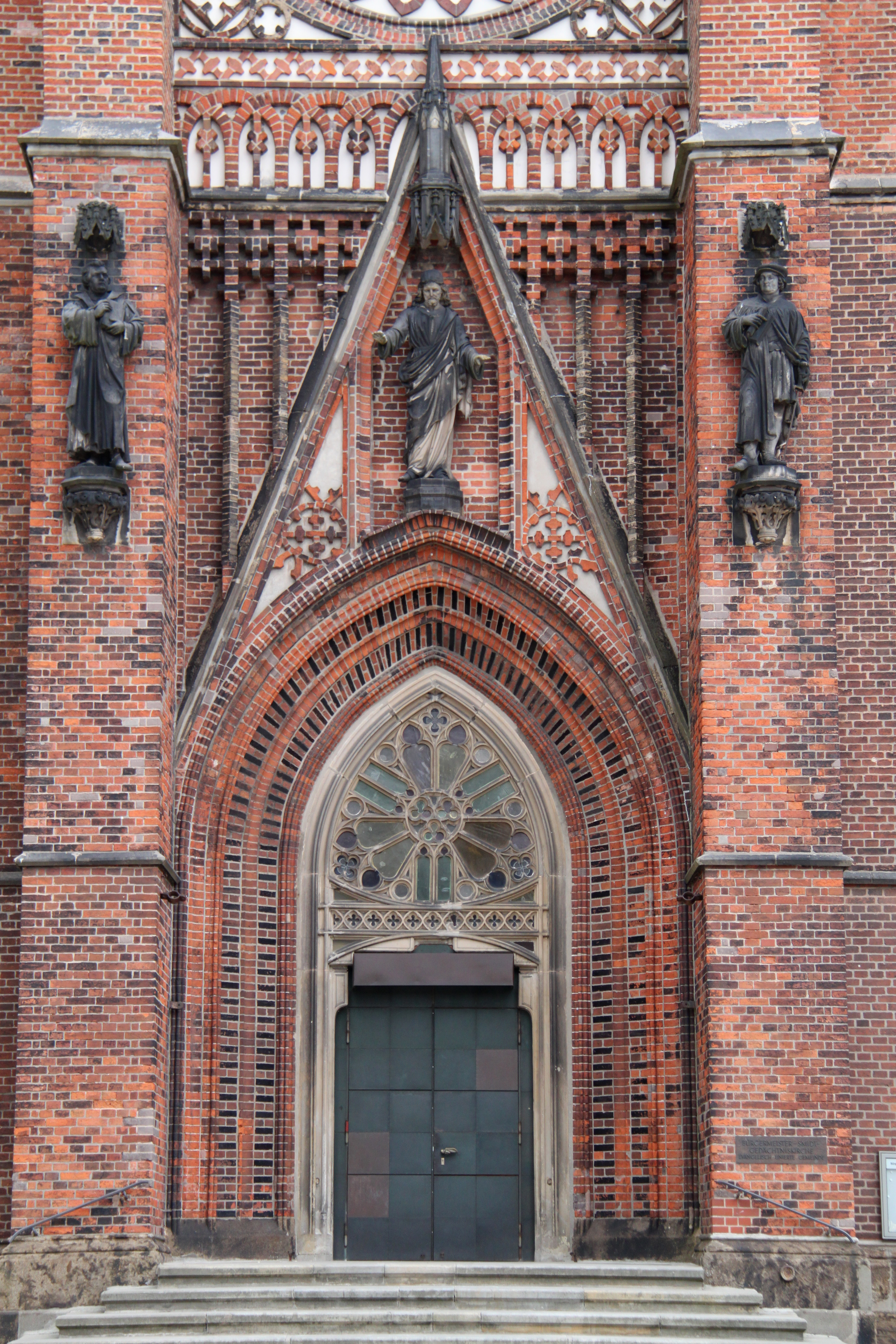
Портал мемориальной церкви
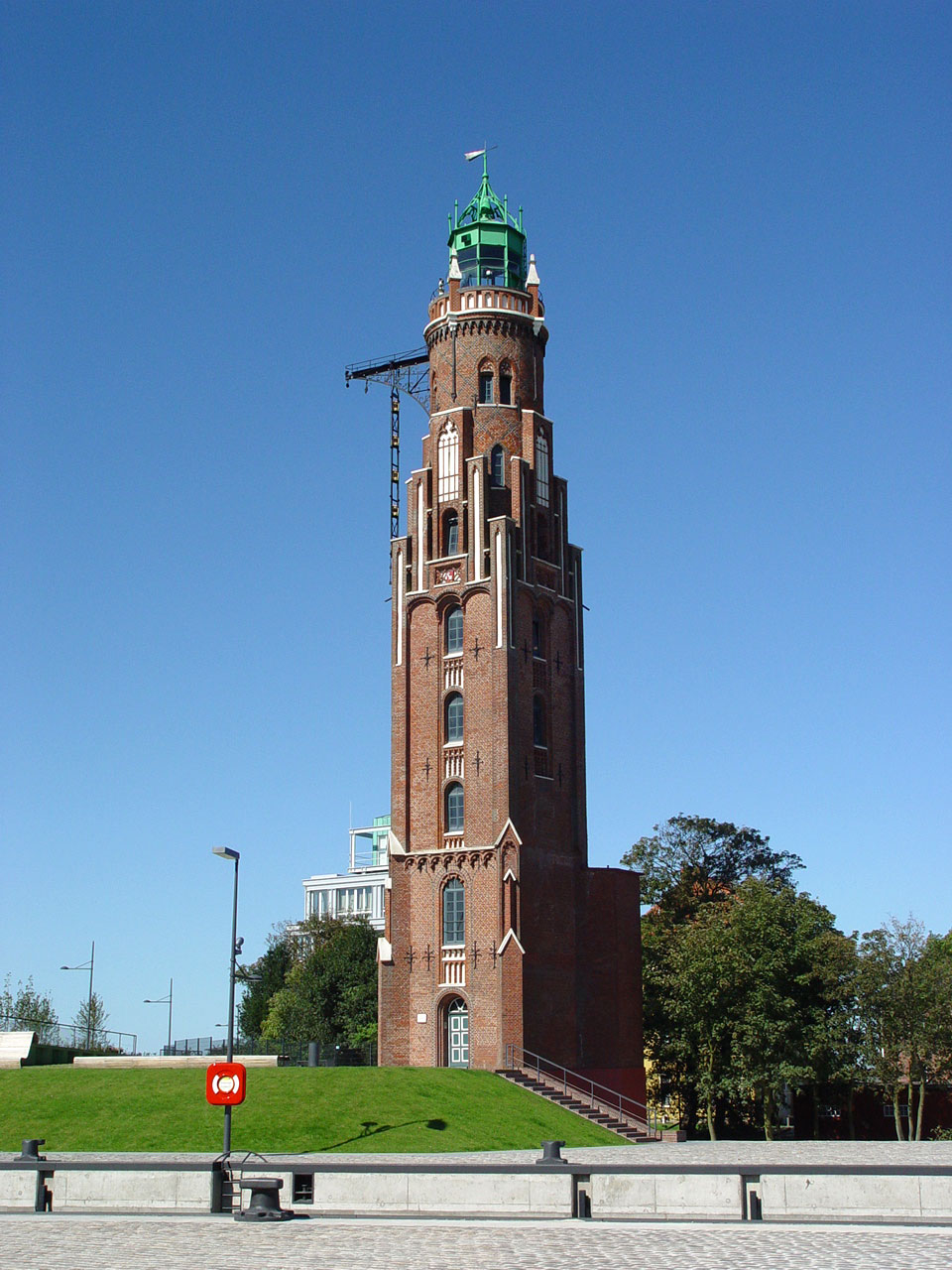
Большой маяк Бремерхавена. 1853–1855
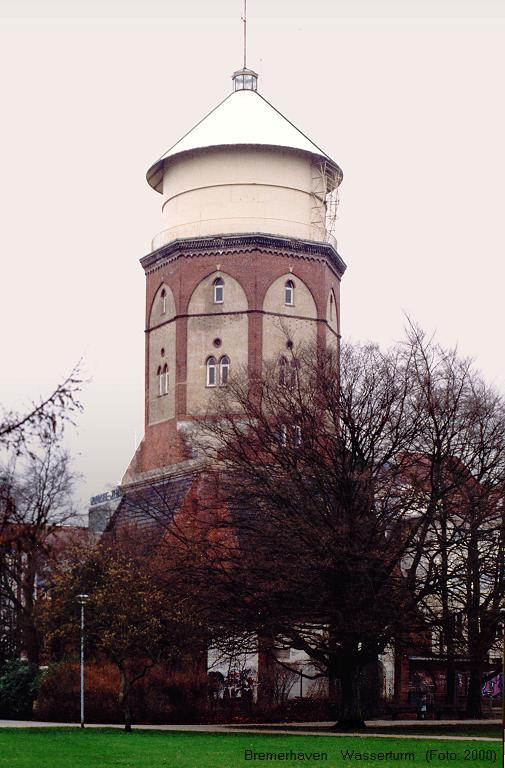
Водонапорная башня Бремерхафен-Лехе. 1853
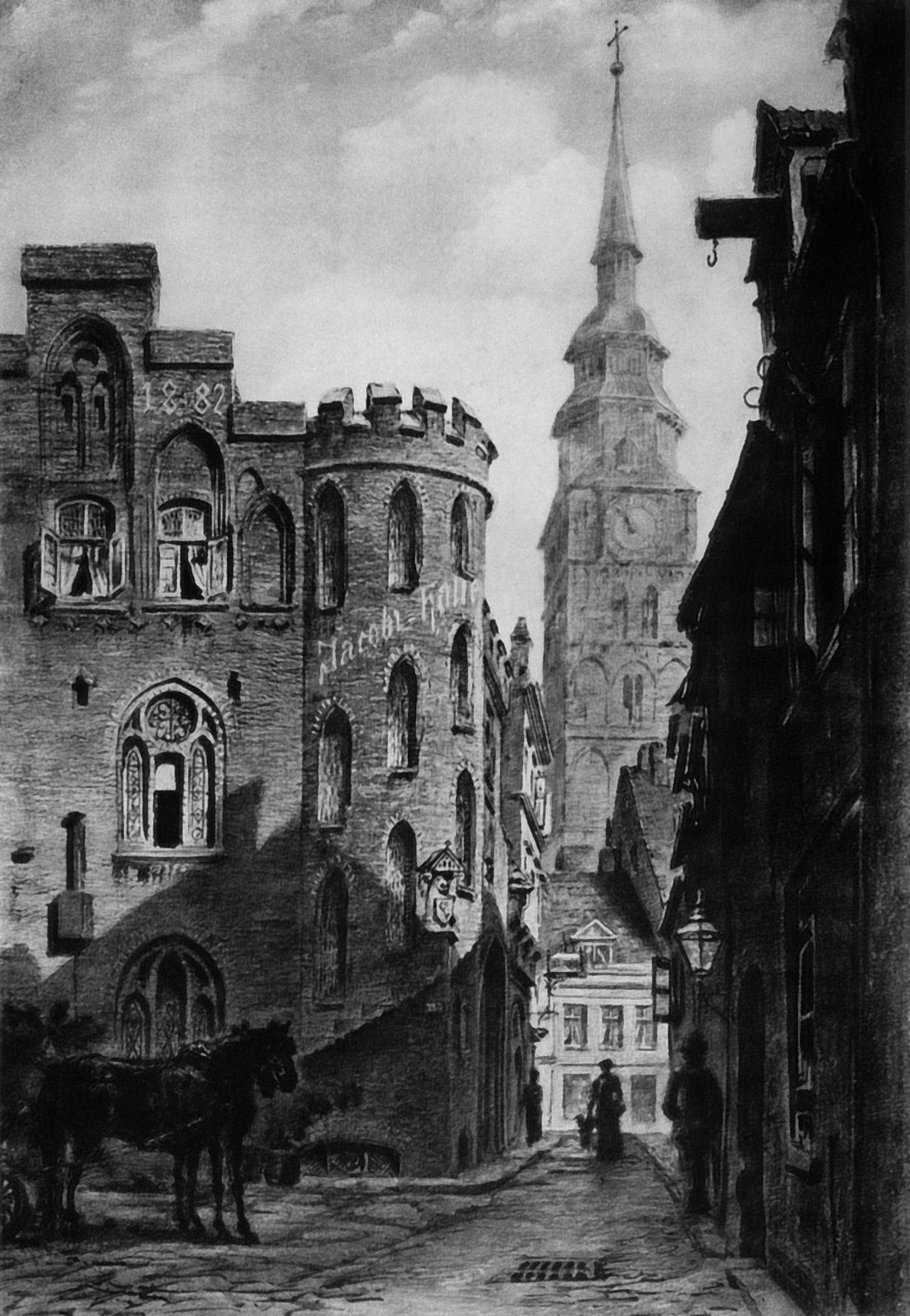
Реконструкция бывшей церкви Иакова. 1862 (не сохранилась)
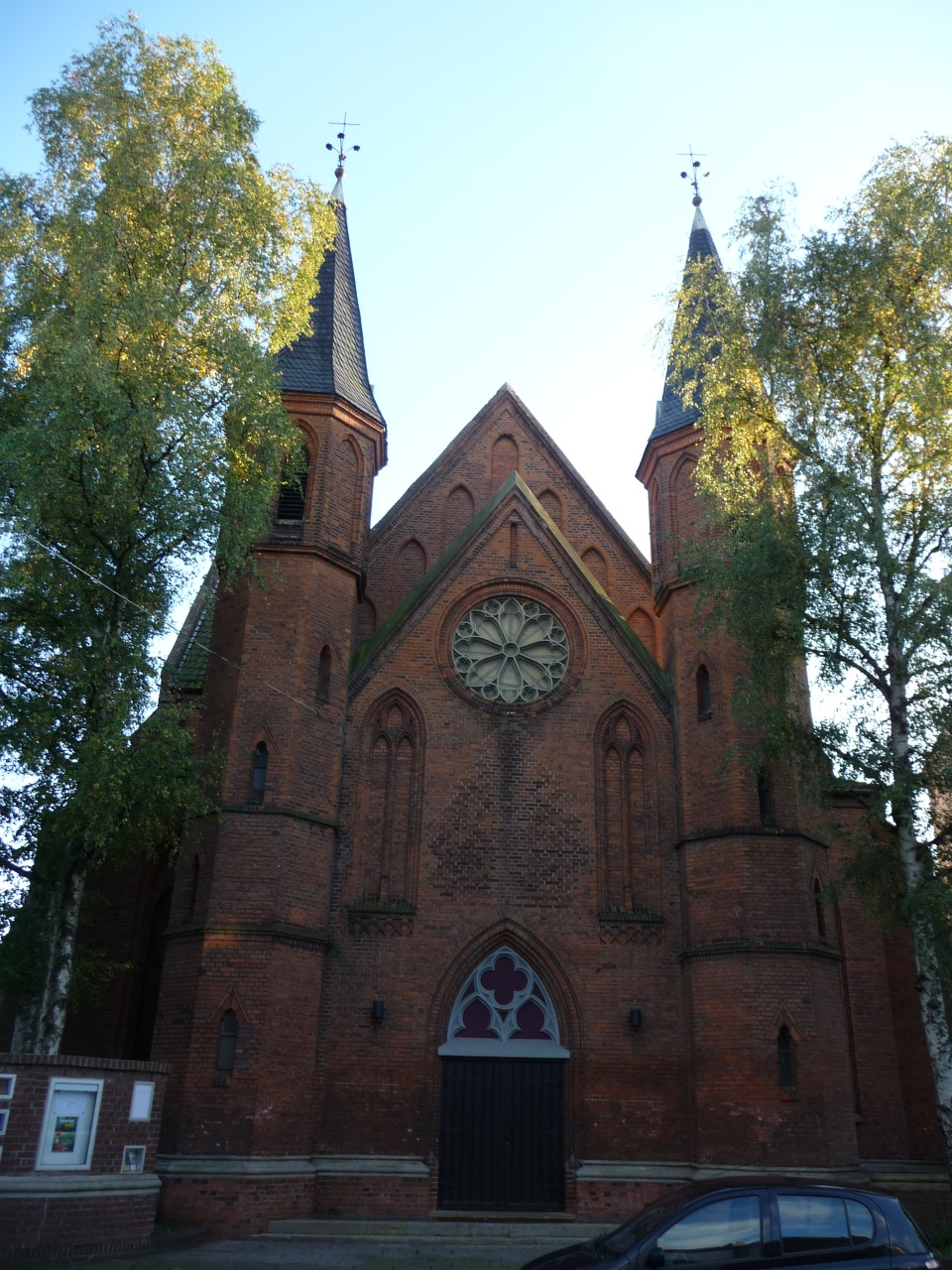
Фриденскирхе. 1867. Бремен